# Rosangela Bessi
Rosangela Bessi (Romano di Lombardia, 28 marzo 1972) è un personaggio televisivo ed ex modella italiana, vincitrice del concorso di bellezza Miss Italia 1990.

## Biografia
Nata a Romano di Lombardia in provincia di Bergamo il 28 marzo 1972, ultima di 4 figli cresciuti dalla mamma Aldina (il padre viene a mancare nel gennaio 1976), nel 1990 vince il titolo di Miss Italia.
Dopo un anno di contratto con la 'Miri', patrocinatrice del concorso, lavora nel campo della moda. Conclude gli studi diplomandosi in ragioneria. Rosangela è sposata dall'8 ottobre 1999, vive a San Lazzaro di Savena (BO) con il marito e la figlia Maria Elena.

## Carriera
La sua immagine è utilizzata per campagne pubblicitarie di costumi da bagno, redazionali di moda e pubblicità televisive. Fino al 2001 è presente sulle passerelle di Milano collezioni, dell'alta moda di Roma e Piazza di Spagna, a Tokyo.
Per 12 anni gli impegni si susseguono tra video musicali, fiction, e le numerose trasmissioni Rai e Mediaset in cui è ospite. Per la Rai veste il ruolo di conduttrice al fianco di Carlo Conti in Miss Italia nel mondo 2000.
Le sue ultime presenze in tv in ordine di tempo sono nel programma Il migliore condotto da
Mike Bongiorno nel 2006 e Soliti ignoti - Identità nascoste con Fabrizio Frizzi nel 2007.
È nel 2007 che la sua vita lavorativa cambia completamente e firma il primo contratto Endemol come autrice per Chi vuol essere milionario?, seguito subito dopo da 50-50.
La collaborazione con il programma condotto da Gerry Scotti prosegue fino al 2011.